# 友田文次郎
友田 文次郎（ともだ ぶんじろう、1865年4月30日（元治2年4月6日） - 1932年（昭和7年）9月17日）は、日本の農業経営者、実業家、政治家。衆議院議員。

## 経歴
安芸国山県郡溝口村（現広島県山県郡北広島町）で、農業、醤油製造業、鉱山業を営む友田幸兵衛の長男として生まれる。広島で漢学を、大阪で法律学を学んだ。その後、村吏、郡吏、裁判所吏員、広島の山陽土木会社社員などを務めた。
父の事業で財産を失ったことから、1891年に北海道移住を計画。資産が無いため屯田兵に応募しようとしたが、当時は広島県での募集はなく、岡山県で募集があり同県に転籍。屯田兵に合格して同年6月に岡山から小樽に渡航。同年7月1日、上川郡永山村（現旭川市）に入植し開墾に従事した。
1891年8月、永山外二ヶ村戸長役場筆生に就任。1893年6月、旭川村外三村戸長役場へ転じ、1894年4月に退任して土木請負業、土地家屋賃貸業を営む。以後、上川農会副会長、同常議員、旭川教育会理事、北海道会議員、同副議長、旭川町会議員、同議長代理者、旭川区会議員、所得調査委員、所得審査委員、旭川区外五郡連合地主会長、旭川区地主会長などを歴任。1918年11月、札幌製飴 (株) 社長に就任した。
1920年5月、第14回衆議院議員総選挙で北海道第四区から出馬し当選した井内歓二が1921年5月に病のため死去し、同年6月27日の補欠選挙に出馬して当選し、衆議院議員を一期務めた。